# Pellejas (Orocovis)
Pellejas es un barrio ubicado en el municipio de Orocovis en el estado libre asociado de Puerto Rico. En el Censo de 2010 tenía una población de 577 habitantes y una densidad poblacional de 63,06 personas por km².

## Geografía
Pellejas se encuentra ubicado en las coordenadas 18°13′9″N 66°26′39″O / 18.21917, -66.44417. Según la Oficina del Censo de los Estados Unidos, Pellejas tiene una superficie total de 9.15 km², de la cual 9.15 km² corresponden a tierra firme.

## Demografía
Según el censo de 2010, había 577 personas residiendo en Pellejas. La densidad de población era de 63,06 hab./km². De los 577 habitantes, Pellejas estaba compuesto por el 84.75% blancos, el 6.59% eran afroamericanos, el 0.17% eran amerindios, el 7.28% eran de otras razas y el 1.21% pertenecían a dos o más razas. Del total de la población el 99.65% eran hispanos o latinos de cualquier raza.